# Роджерс, Дейтон
Дейтон Лерой Роджерс (англ. Dayton Leroy Rogers; род. 30 сентября 1953) — американский серийный убийца, в настоящее время находящийся в камере смертников в тюрьме штата Орегон.
Роджерс причастен к убийствам семи женщин, одна из них не опознана. Утверждал, что убил около тридцати женщин. Он выбирал обычно проституток и наркоманок. Шесть тел были найдены в лесу, за что маньяк получил прозвище «Лесной убийца». Он увозил жертв в уединенные места, связывал, насиловал, а затем убивал.
Его последней — седьмой — жертвой стала Дженнифер Смит, проститутка и наркоманка. В своем грузовике он жестоко избивал её, и в конце концов, вытолкнул из кабины. Свидетелями этого стали двое мужчин.
В 1989 году Роджерса признали виновным и приговорили к смертной казни.